# Громадянська рада (2022)
Громадянська рада — політичне об'єднання, яке оголосило набір добровольців до лав національних підрозділів у складі ЗСУ, зокрема «Російського добровольчого корпусу» (РДК), і навіть регіональні та національні організації громадянського опору у Росії.

## Історія
«Громадянська рада» заснована у Варшаві, 2 листопада 2022 року вони заявили про себе публічно. За словами секретаря Ради, Анастасії Сергєєвої, був тривалий процес, коли утворилася група лідерів із різних регіонів Росії. Ставлячи за приклад полк Калиновського, було вирішено проводити набір коштів і росіян, бажаючих найефективніше боротися з путінським режимом, як у лави ЗСУ, і готуючи фахівців груп опору всередині Росії. Анастасія Сергєєва назвала РДК єдиним підрозділом громадян Росії у ЗСУ, на відміну від легіону «Свобода Росії», який «дотепер оповитий флером таємниці», незважаючи на заяви про його існування. Пішло кілька місяців на погодження регламенту рекрутування. Велику роль відіграв Іса Акаєв, який із 2014 року очолював батальйон «Крим».
У листопаді 2023 року Громадянську раду визнали «небажаною» в Росії.

## Склад
- міжнародний секретар Анастасія Сергєєва
- координатор центру цивільного спротиву Денис Соколов